# 忠海

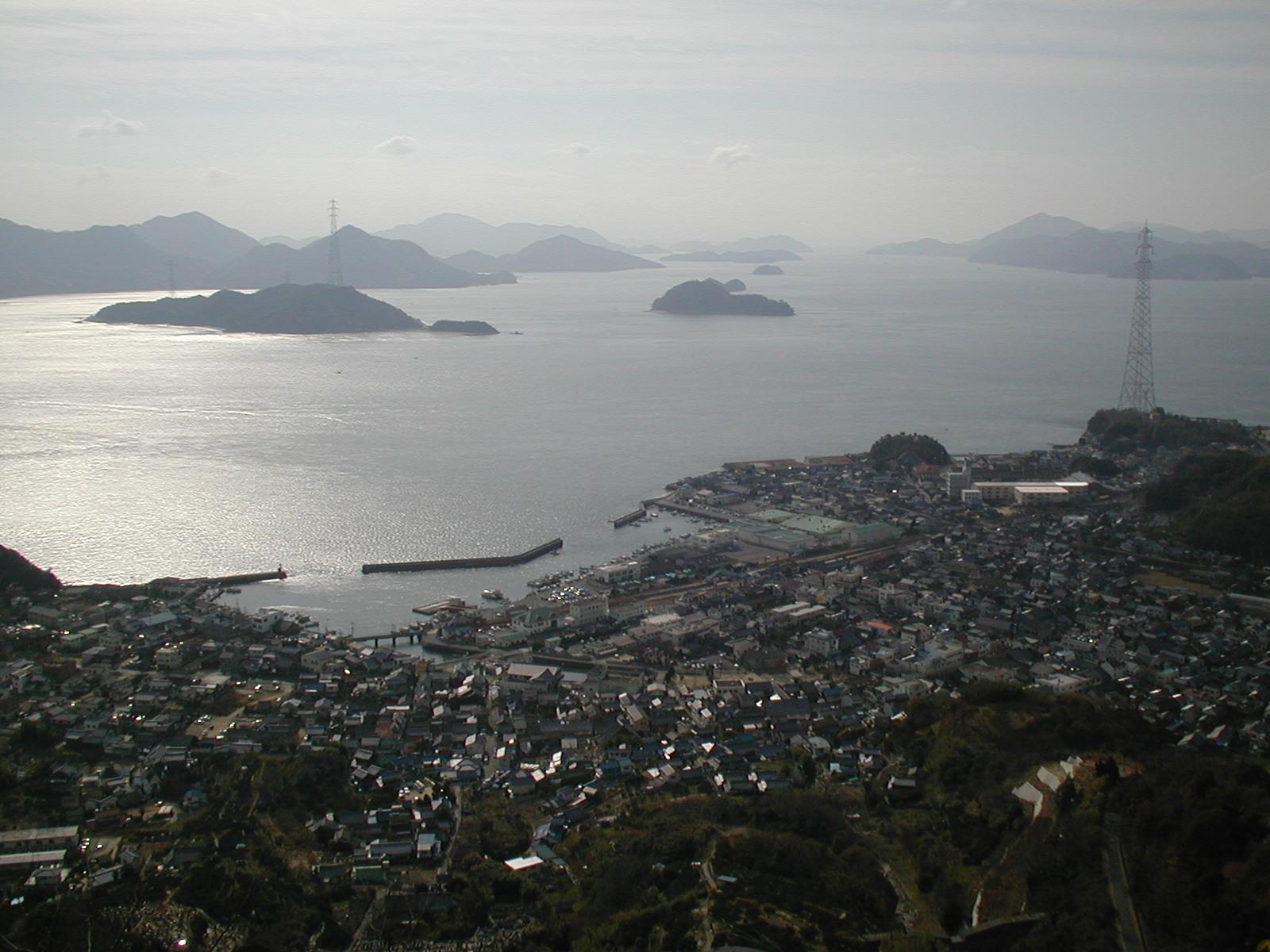
北側からの忠海

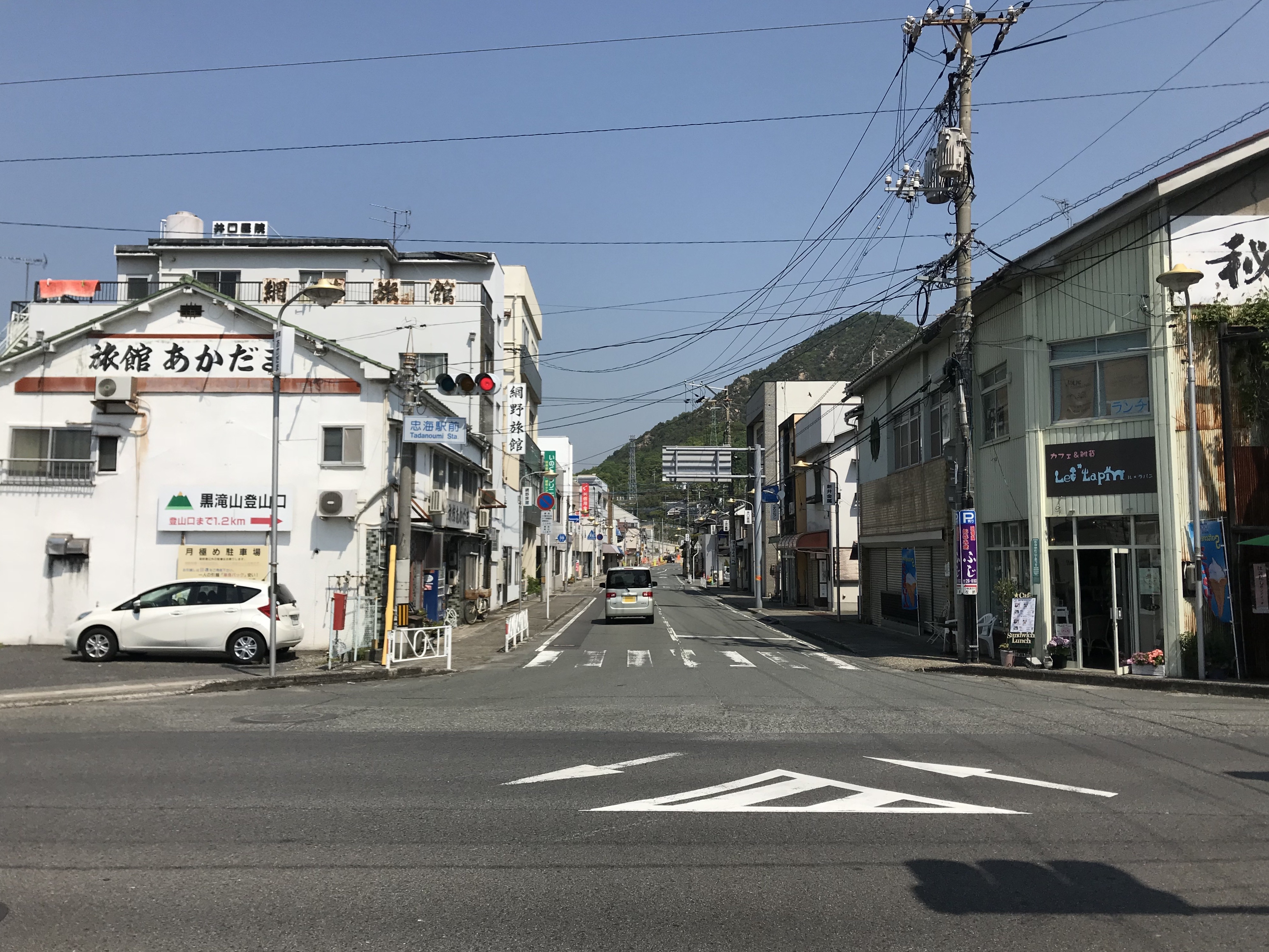
忠海駅前

忠海（ただのうみ）は、広島県南中部の地名。ここでは瀬戸内海に面する竹原市内の地区である忠海地区について述べる。

## 地理
竹原市域の東端に位置する地区。竹原市中心部と三原市中心部のほぼ中間に位置する。南に大久野島と小久野島、その南が愛媛県今治市との県境で大三島になる。
忠海長浜付近の海岸は日本百景に選ばれた絶景で、『エデンの海』の舞台となった。
以下、忠海の名の付く地名を示す。
- 忠海東町 タダノウミヒガシマチ 〒729-2317
- 忠海中町 タダノウミナカマチ 〒729-2316
- 忠海床浦 タダノウミトコノウラ 〒729-2314
- 忠海長浜 タダノウミナガハマ 〒729-2315
- 忠海町（大久野島域のみ）タダノウミチョウ 〒729-2311

| 2005年忠海地区周辺。国土交通省 国土地理院 地図・空中写真閲覧サービスの空中写真を基に作成。 |

## 沿革

### 中世まで
この地の沖合でナウマンゾウの臼歯が、また周辺では弥生時代の土器片が発見されている。
平安時代、この地は「乃美の浦」と呼ばれていた。大治4年（1129年）、平忠盛は山陽道・南海道の海賊追討使に抜擢されると、この地は忠盛により平定される。この際に忠盛は自らの名を2つに分け、北側の浦を「忠海」、南の大三島の地を「盛」(盛漁港)と名付けた。これが忠海の由来である。なお忠盛の息子である平清盛によって日宋貿易が始まりそれにより瀬戸内海にいくつか港が整備されたが、忠海はこの時点で整備されていない。
鎌倉時代、小早川氏の所領だったこの地は、鎌倉末期にその庶家である浦氏の所領となる。
康応元年（1389年）、今川貞世（了俊）が記した足利義満の厳島詣随行記『鹿苑院義満公厳島詣記』によると、義満一行は帰路の途中この付近で座礁したため忠海で潮を待ち、一句詠んでいる。
つまり、室町時代には忠海は港として機能していた。例えば壬生家は年貢の積出港としてここを用いていた記録が残っている。当初の和船は艪漕き中心であったため山陽沿岸に”地乗り”航路が整備され、のちに一枚帆で追い風をはらんで更に潮の流れを利用して航行する和船が登場すると暴風雨を避け順風を待つ”風待ち”港や上げ潮や下げ潮を待つ”潮待ち”港が整備された。忠海も代表的な地乗りの風待ち潮待ち港となっていった。
室町末期から戦国時代にかけて、浦氏は小早川水軍の主力となった。代表的な存在が、浦宗勝（乃美宗勝）である。宗勝はこの地に賀儀城を築き拠点とし、天正9年（1581年）には勝運寺を建立している。

### 近世
江戸時代、この地は広島藩領となる。寛永9年（1632年）その支藩として三次藩が興ると、忠海は三次藩領の飛地として年貢米や物産の積出のための港となる。初代藩主浅野長治により舟入堀を中心に大規模な港湾施設が整備され、寛文3年（1663年）港の守護神として三次の岩上弁財天（十日市嚴島神社）を勧請し築地神社（現在の弁財天社）を建立する。
また西にある竹原は広島藩により藩内最大の塩田が整備されている。
寛文12年（1672年）西廻海運が確立すると、北前船などの廻船が寄港するようになり、交易港として大きく発達していった。享保5年（1720年）三次藩が廃藩になると、再び広島藩領となるも、年貢米の積出港としての役割は続いた。当時の取引記録によると、北は松前・南は薩摩とほぼ全国にわたって交易圏が形成されていた。一番の得意先は伊予で次が豊後と、安芸灘周辺で日用品を中心した小型廻船による交易が行われていたと考えられている。一方で、西廻海運は時代が下ると操船技術の向上により地乗り航路から瀬戸内海中央部を航行する”沖乗り”航路が主流となっていき、地乗りの港が停滞したことがわかっている。
朝鮮通信使が停泊した記録も残る。明和元年（1764年）竹原の頼杏坪は叔父の頼惟宣（伝五郎）に連れられ忠海に停泊していた通信使一行に会いに行き、そこで能筆を披露し一行を驚嘆させたと伝えられている。
このような環境から平賀中南や池田種徳らが生まれ育っている。

### 近代以降

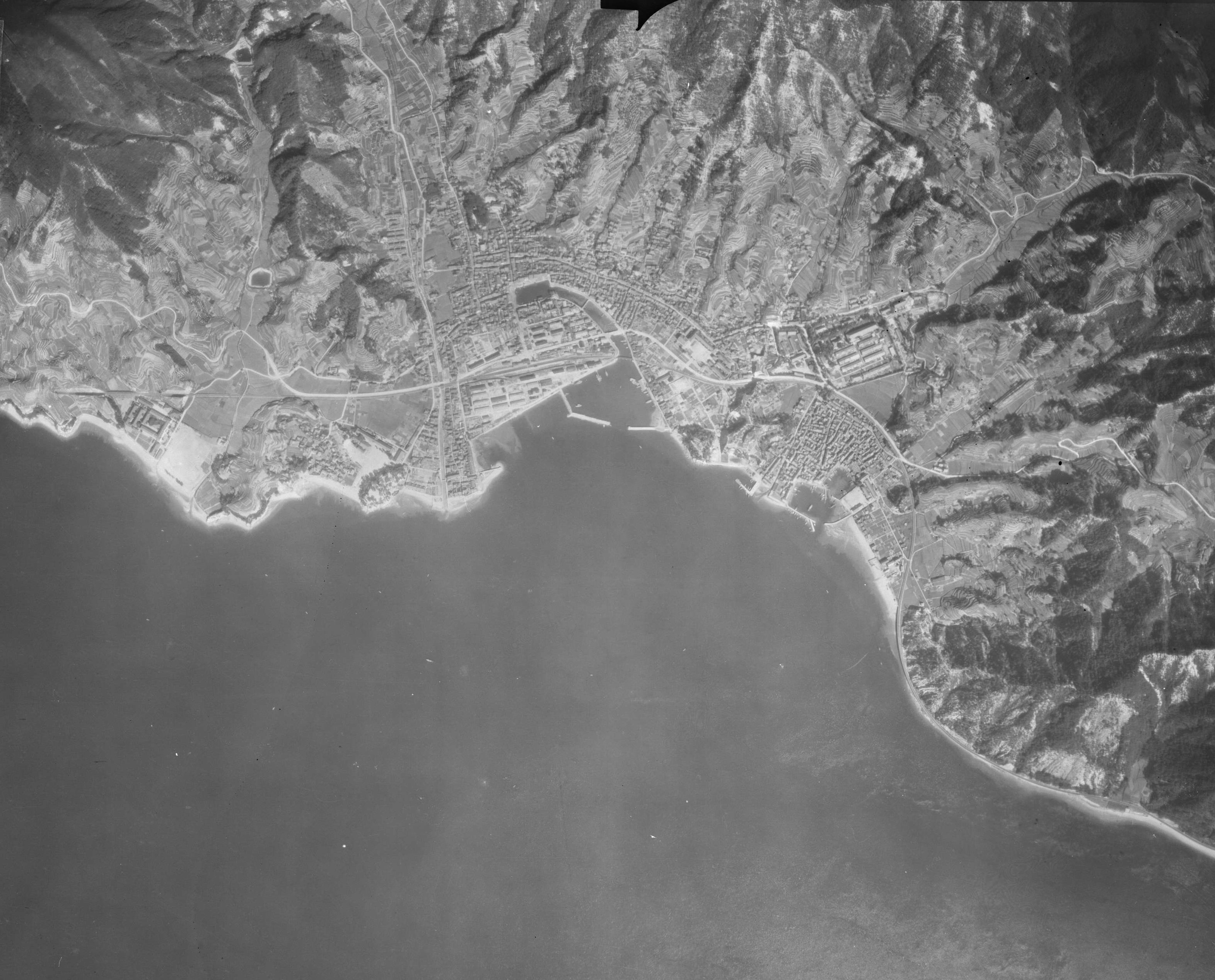
1947年（昭和22年）米軍撮影。舟入堀がこの時点では残っている。

廃藩置県後、広島県豊田郡忠海村になる。1878年（明治11年）忠海に郡区事務取扱所、のちの郡役所が置かれる。
1889年（明治22年）、町村制の施行により忠海町が発足する。以降、1890年（明治23年）呉憲兵分隊、1899年（明治32年）芸予要塞砲兵大隊、1900年（明治33年）芸予要塞司令部と、大日本帝国陸軍の機関が配置されていった。沖合の大久野島では芸予要塞の施設群が建てられるも、後に廃止、そして1929年（昭和4年）陸軍造兵廠火工廠忠海兵器製造所、いわゆる毒ガス工場が建てられることになる。なお、これらは太平洋戦争中に空襲を受けていないためそのままの形で残っていたが、その中の毒ガス貯蔵庫（煉瓦造の火薬庫跡）が2018年の平成30年7月豪雨（西日本豪雨）の際の土石流によって損壊していたことが分かった。
1958年（昭和33年）竹原町と合併、市制施行により竹原市が誕生する。
1967年（昭和42年）には忠海長浜に竹原火力発電所が。忠海にあった舟入堀は昭和40年代に埋め立てられている。また特筆すべき事として、アヲハタの創業地はここ忠海であることが挙げられる。1932年（昭和7年）廿日出要之進によって創業したアヲハタは、現在もこの地に本社およびジャム工場を置いている。

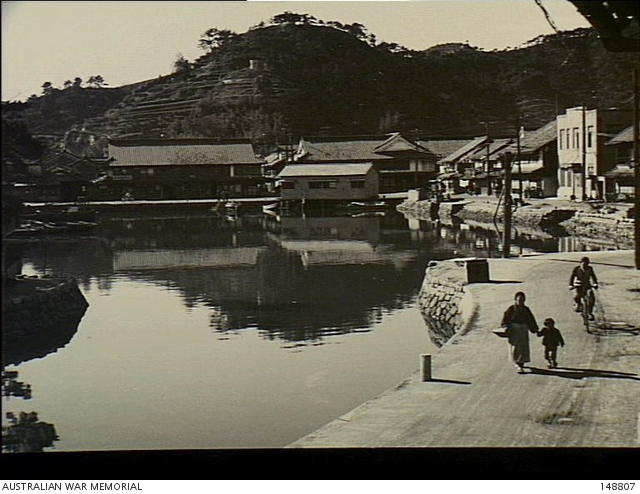
1953年
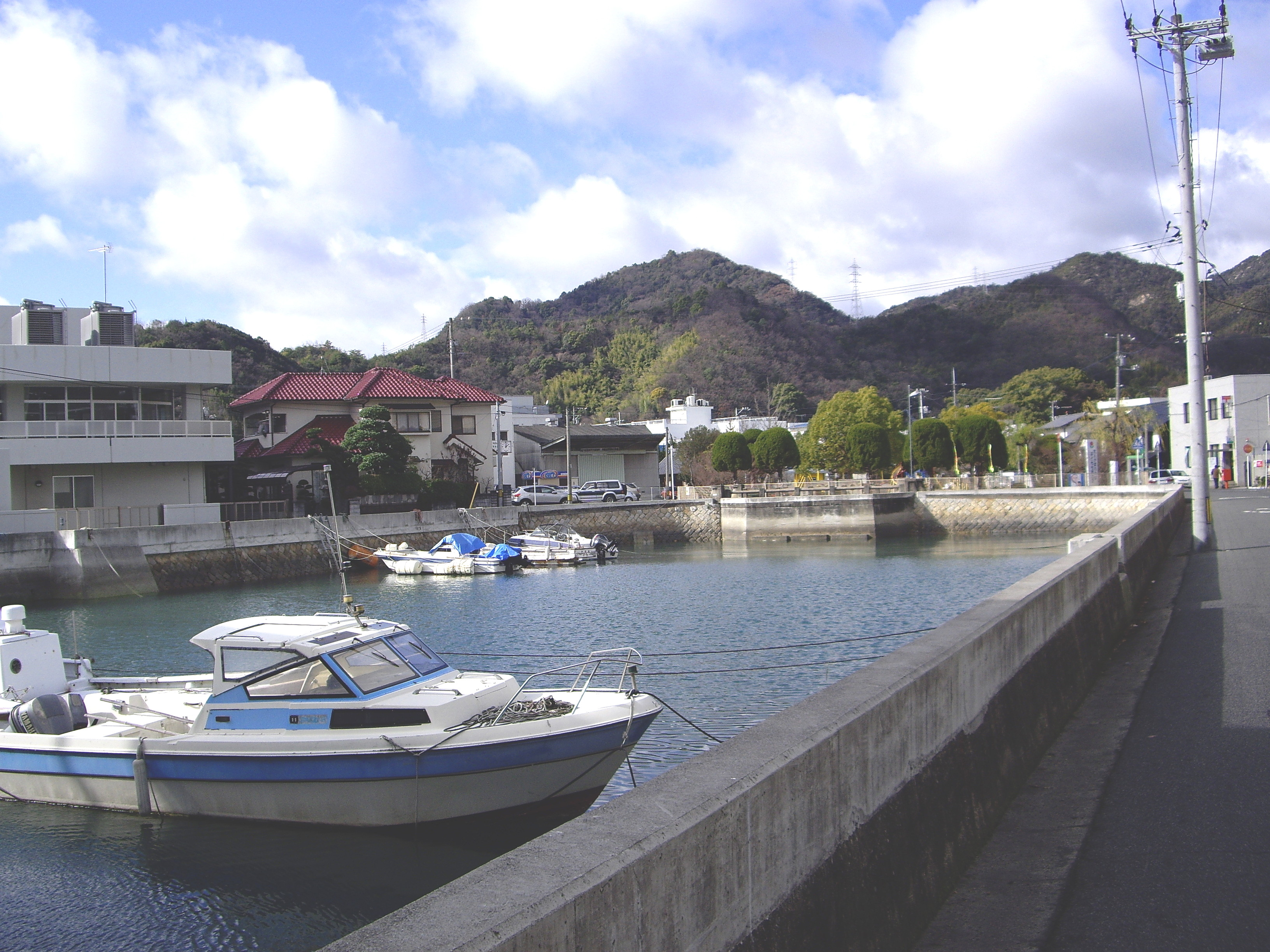
2009年

## 文化

### 文化財
以下、国および県に文化財登録されているものを列挙する。
国天然記念物
- 忠海八幡神社社叢

県天然記念物
- 忠海のウバメガシ樹叢
- 楠神社のクスノキ

### 祭り
- 祇園祭みこし行事 - 県無形民俗文化財
- 二窓の神明祭 - 400年前から続く火祭。約半年間かけて行われる[20]。

### 関連作品・ロケ地
- 2006年 花田少年史 幽霊と秘密のトンネル
- 1950年 エデンの海

## ギャラリー

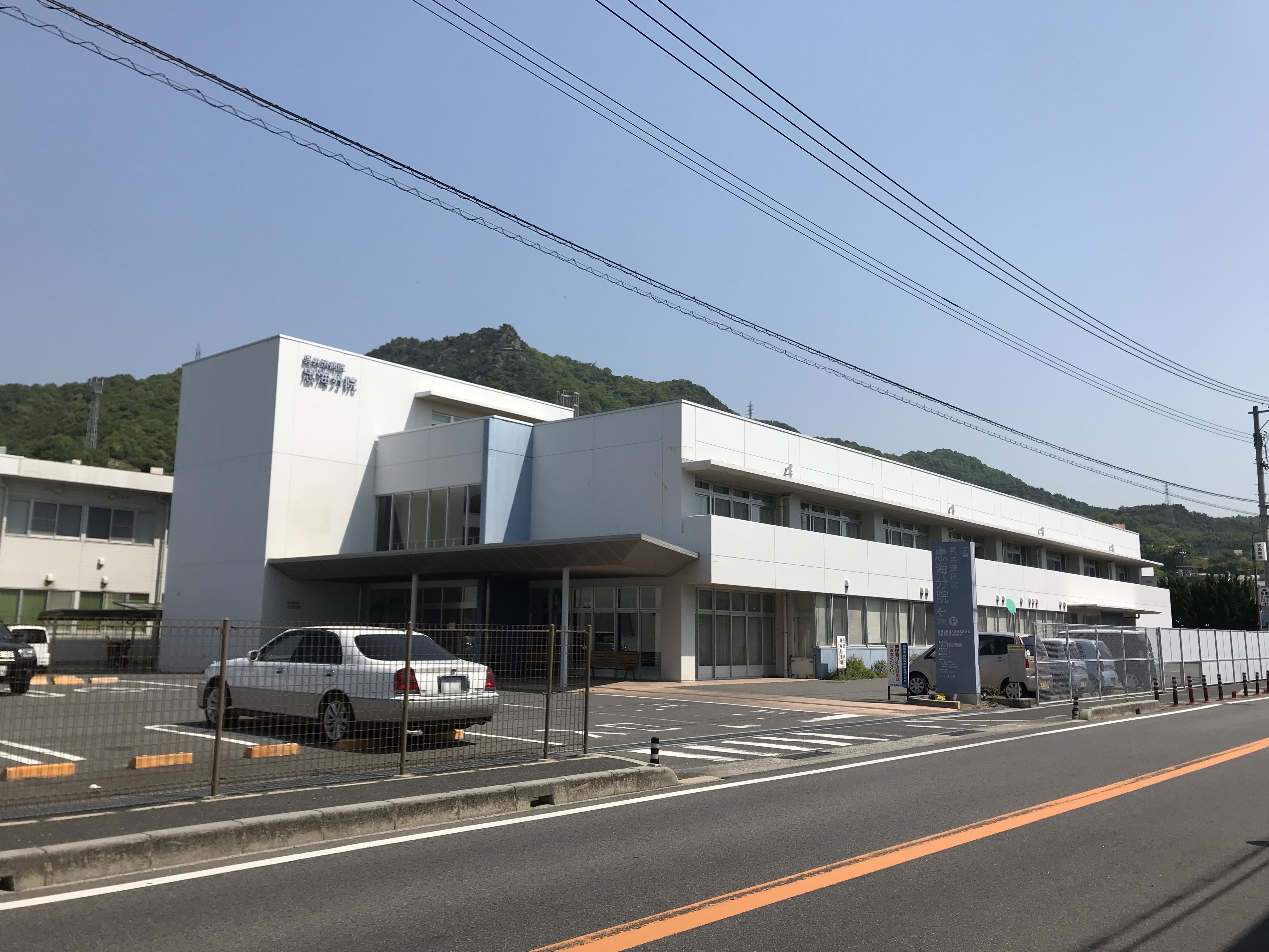
呉共済病院忠海分院
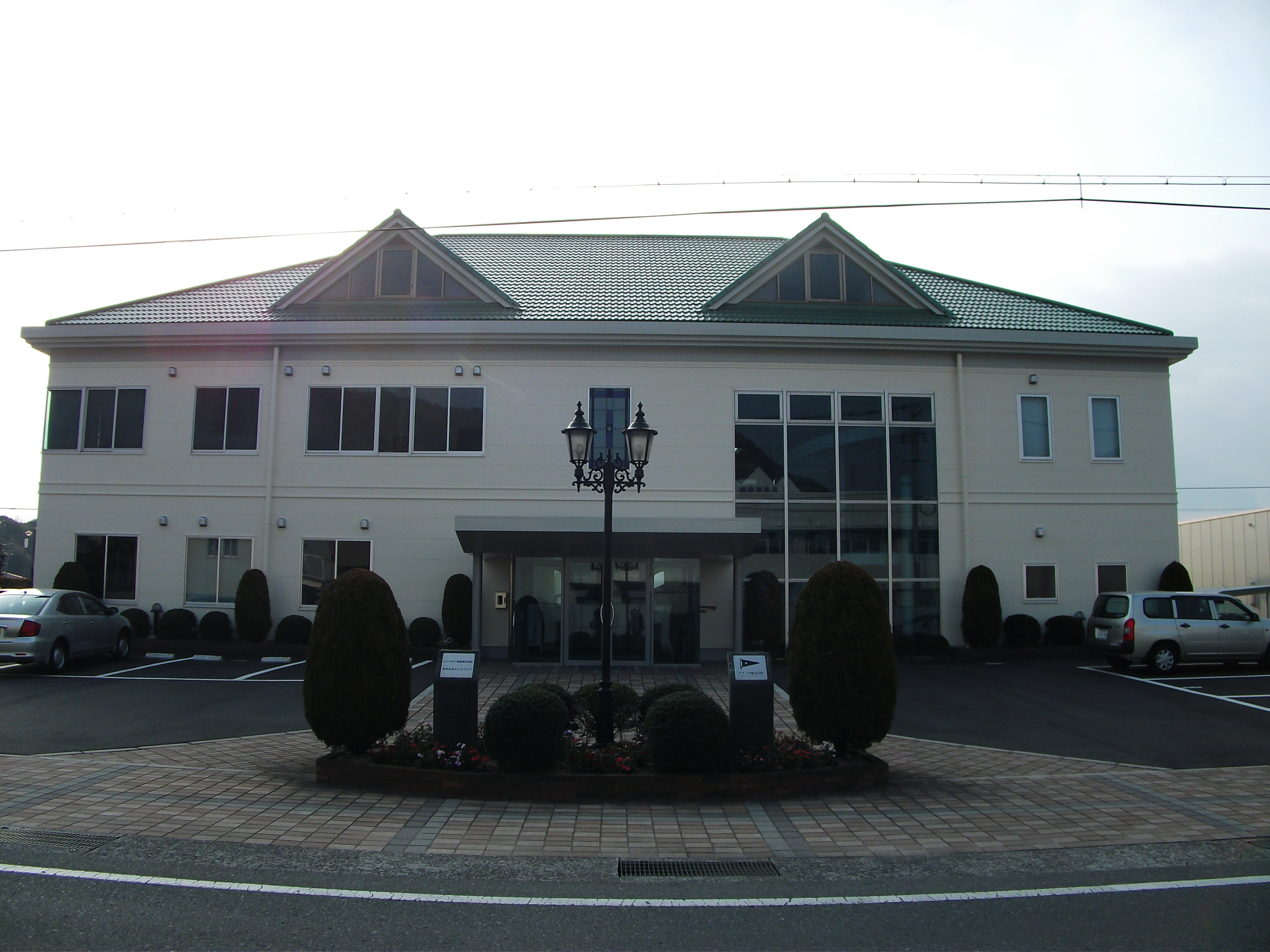
アヲハタ本社
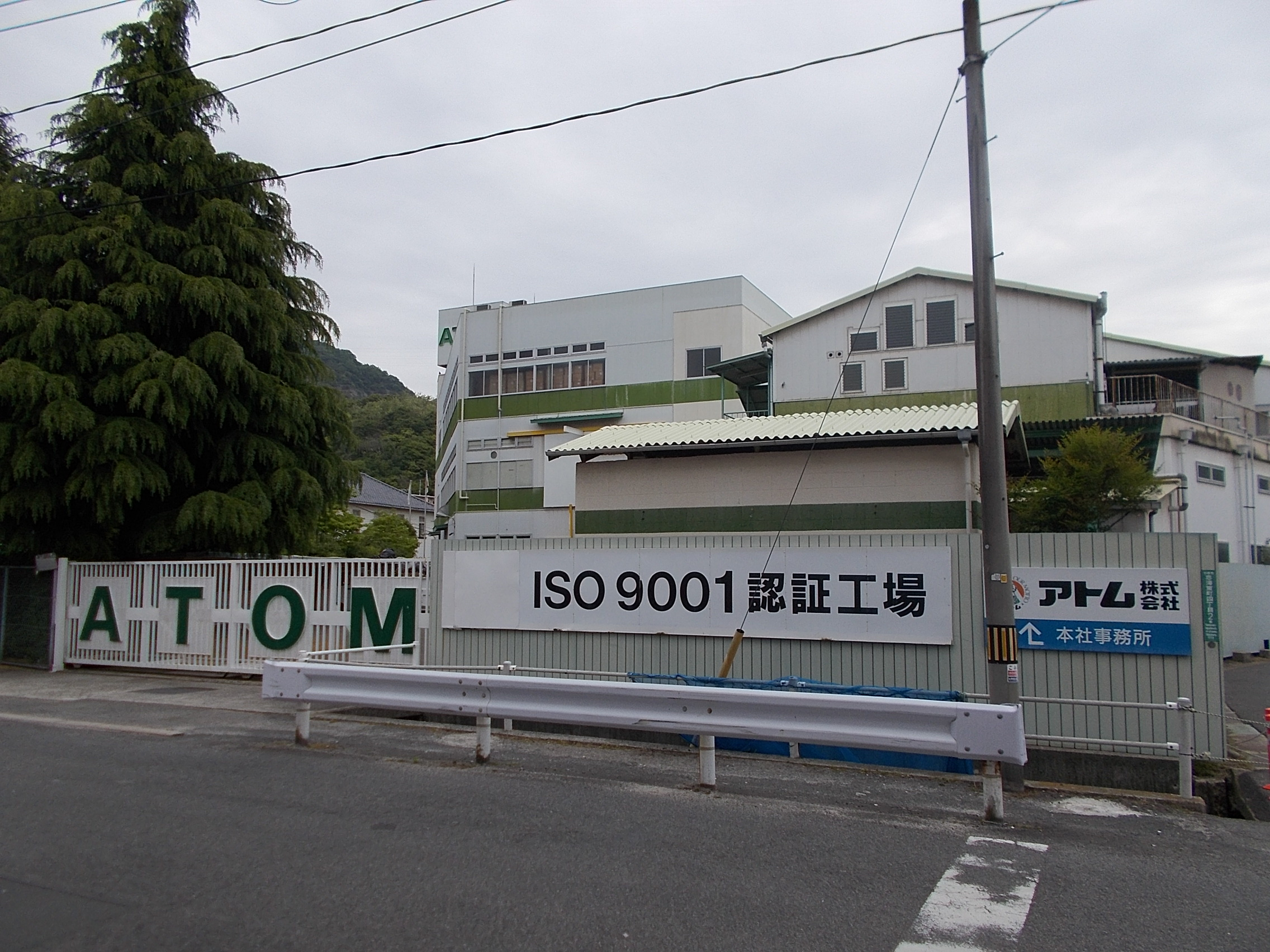
アトム (作業用手袋製造) 本社
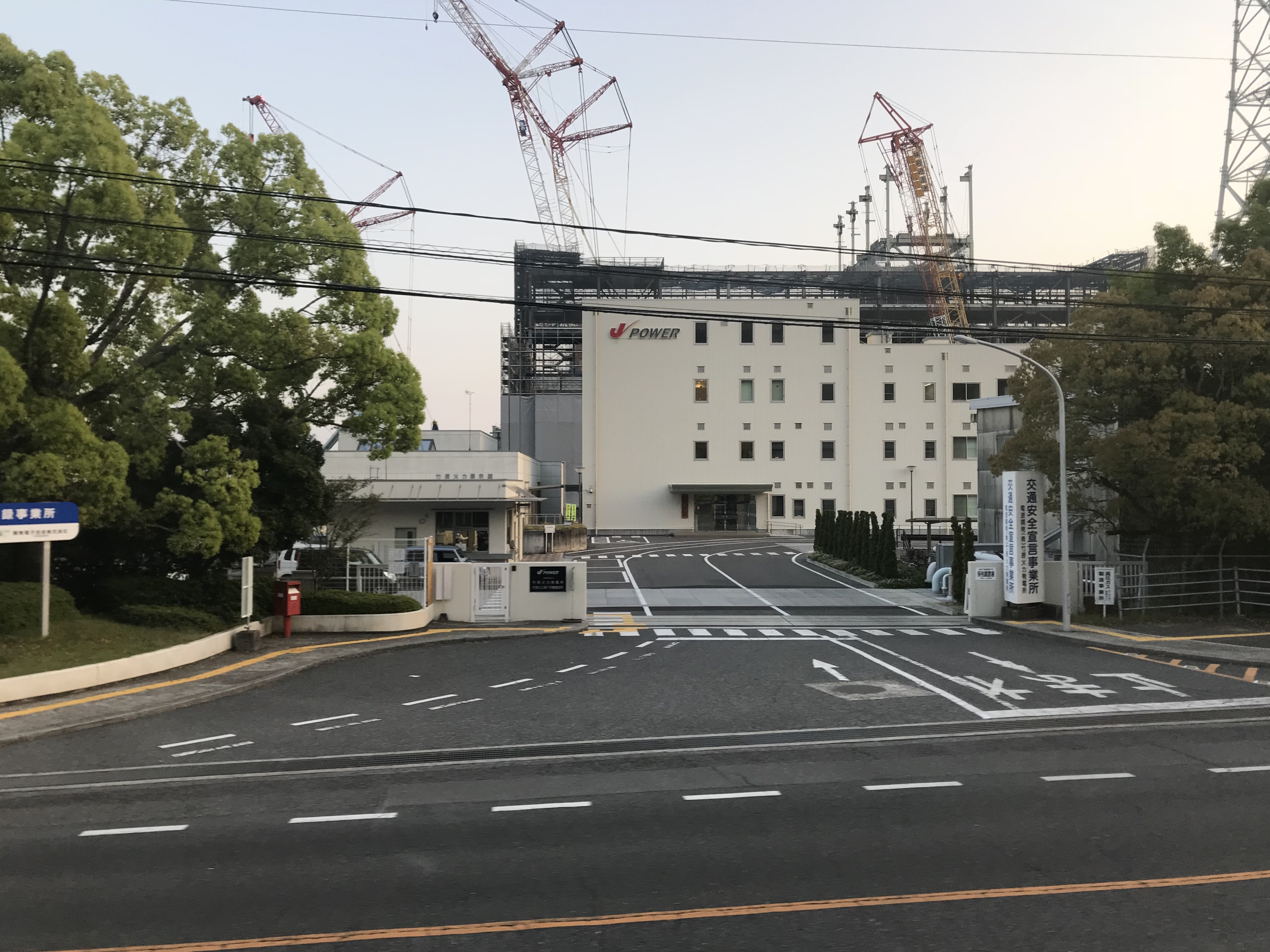
竹原発電所
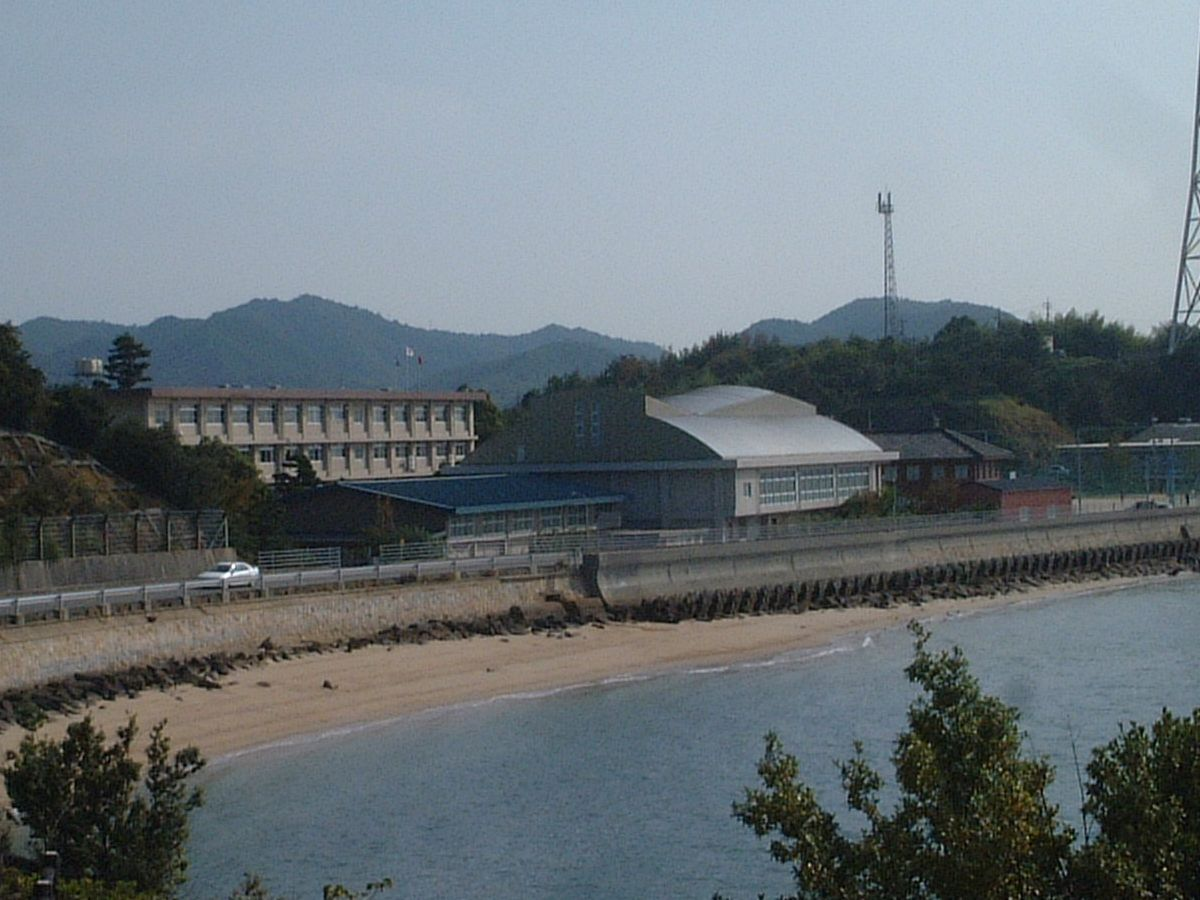
広島県立忠海高等学校
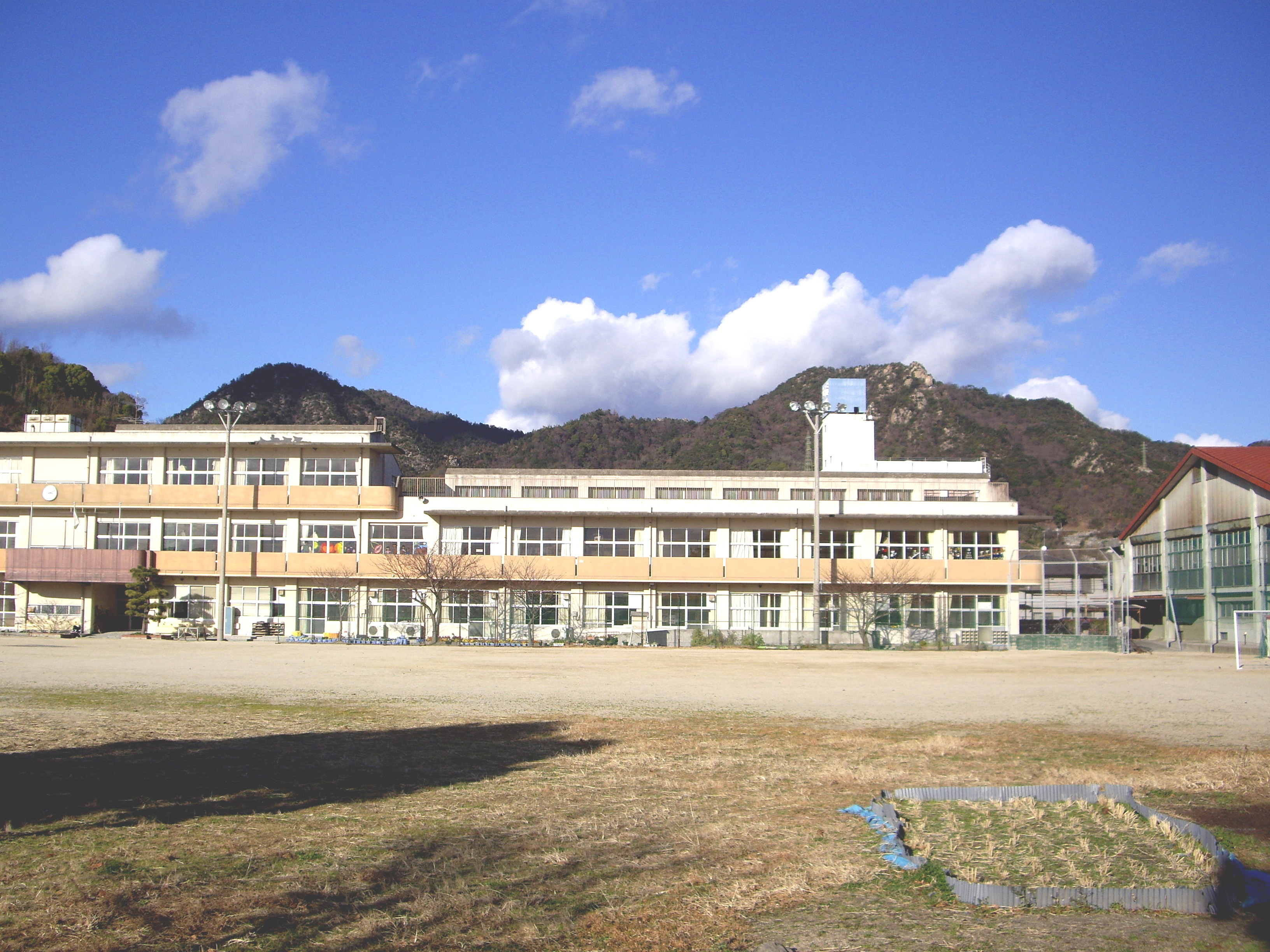
竹原市立忠海西小学校
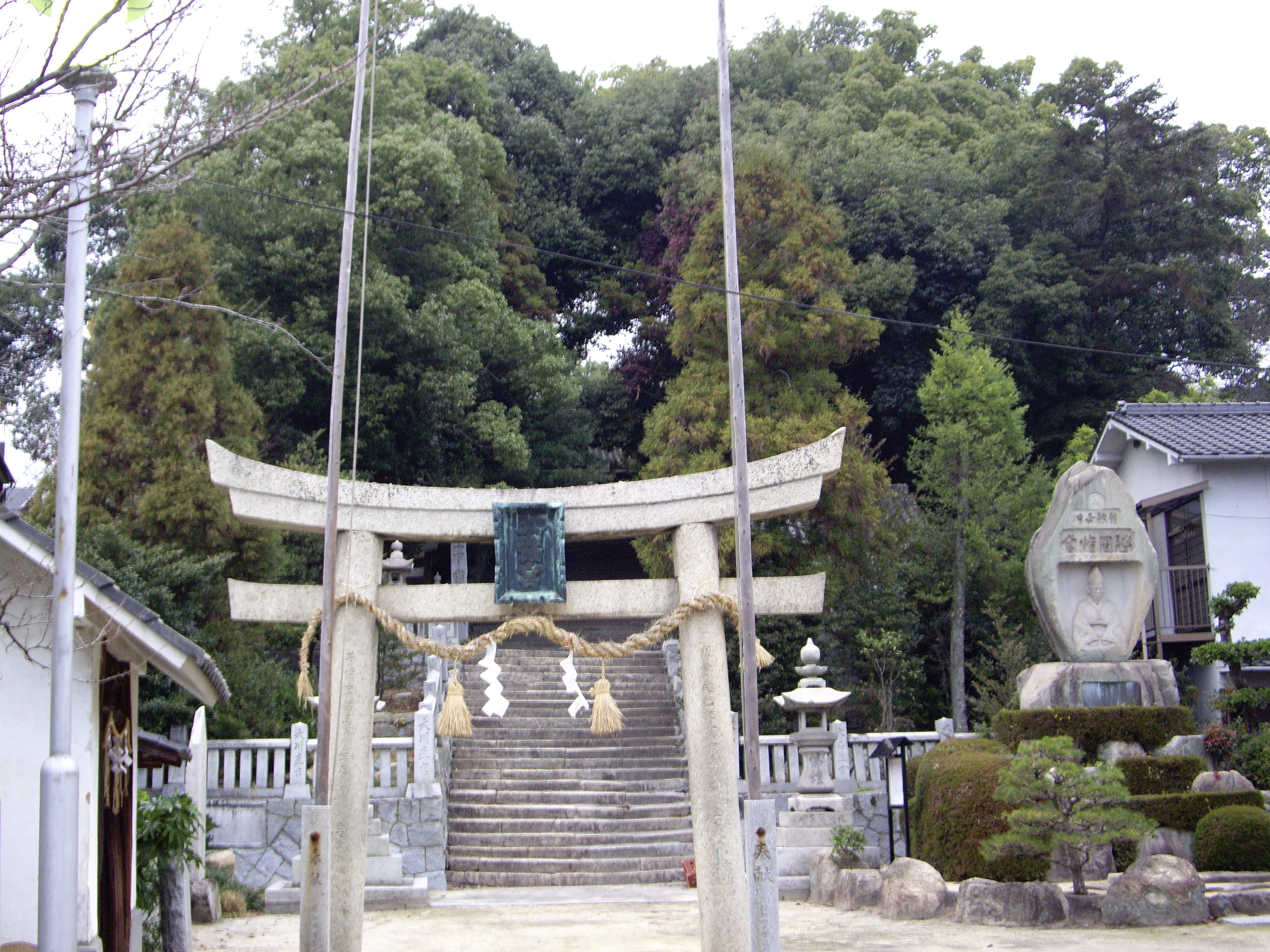
八幡神社
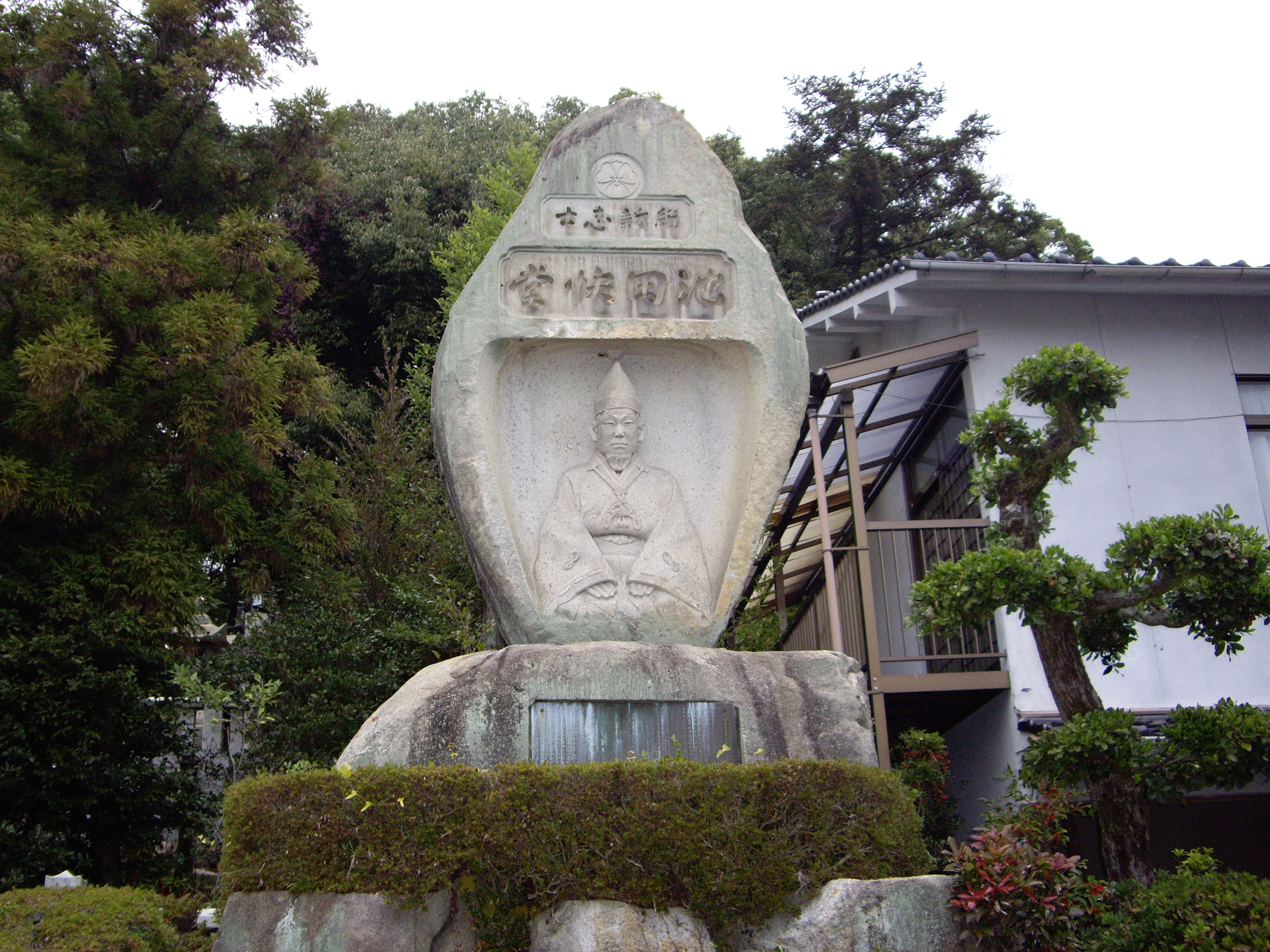
八幡神社境内にある池田快堂彰徳碑
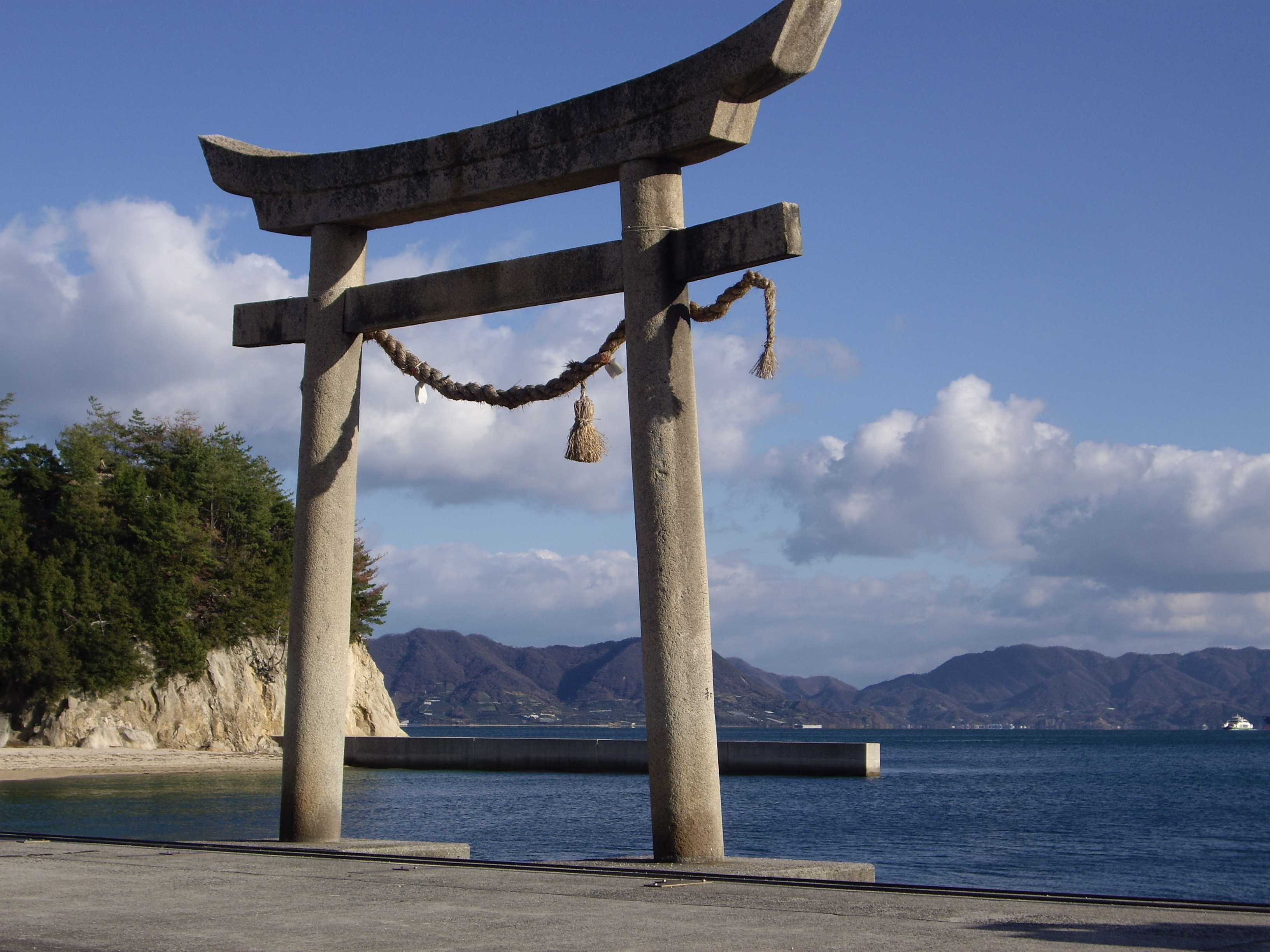
床浦神社鳥居。左向こうの半島が賀儀城址。

## 交通

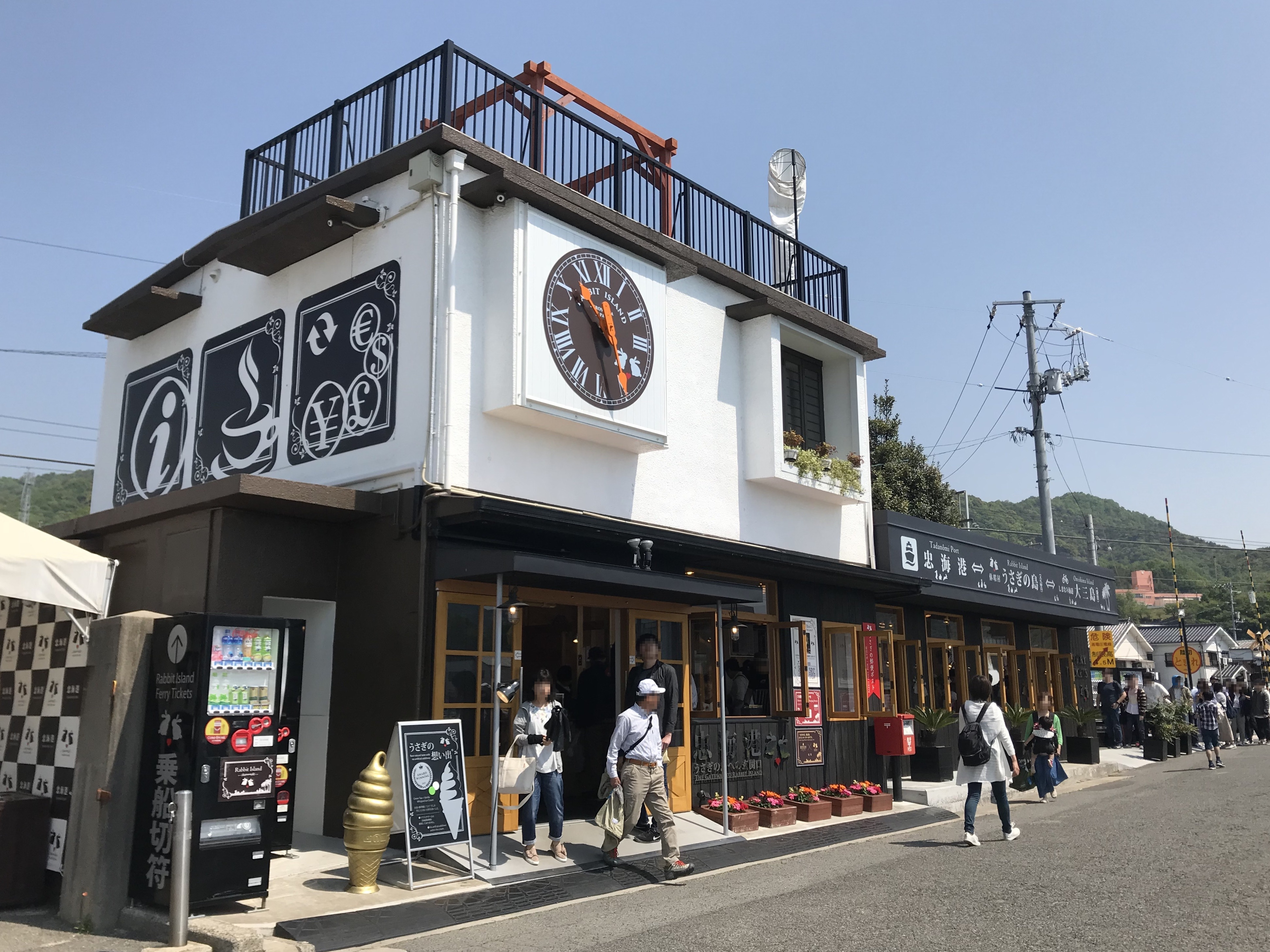
忠海港
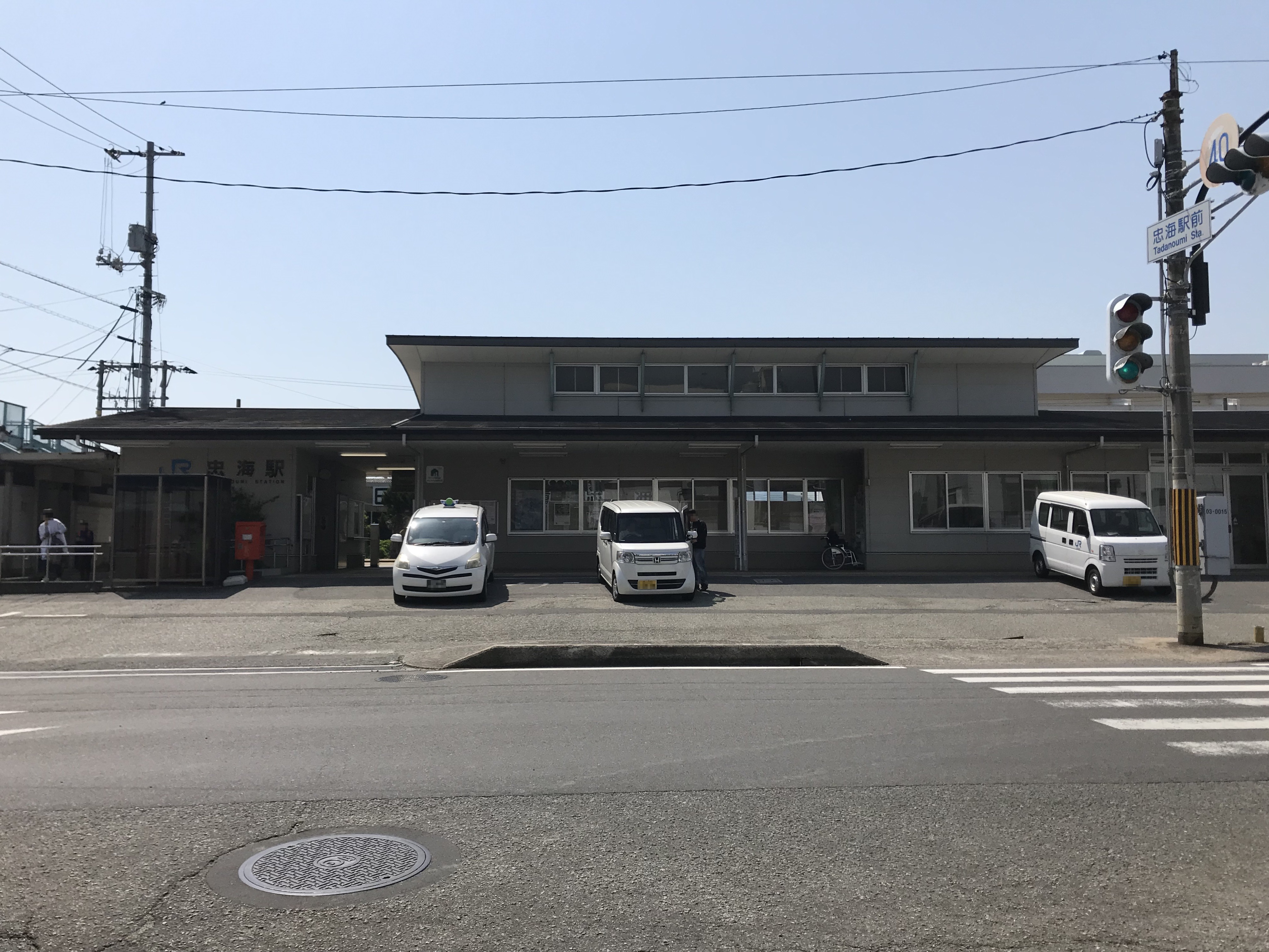
忠海駅
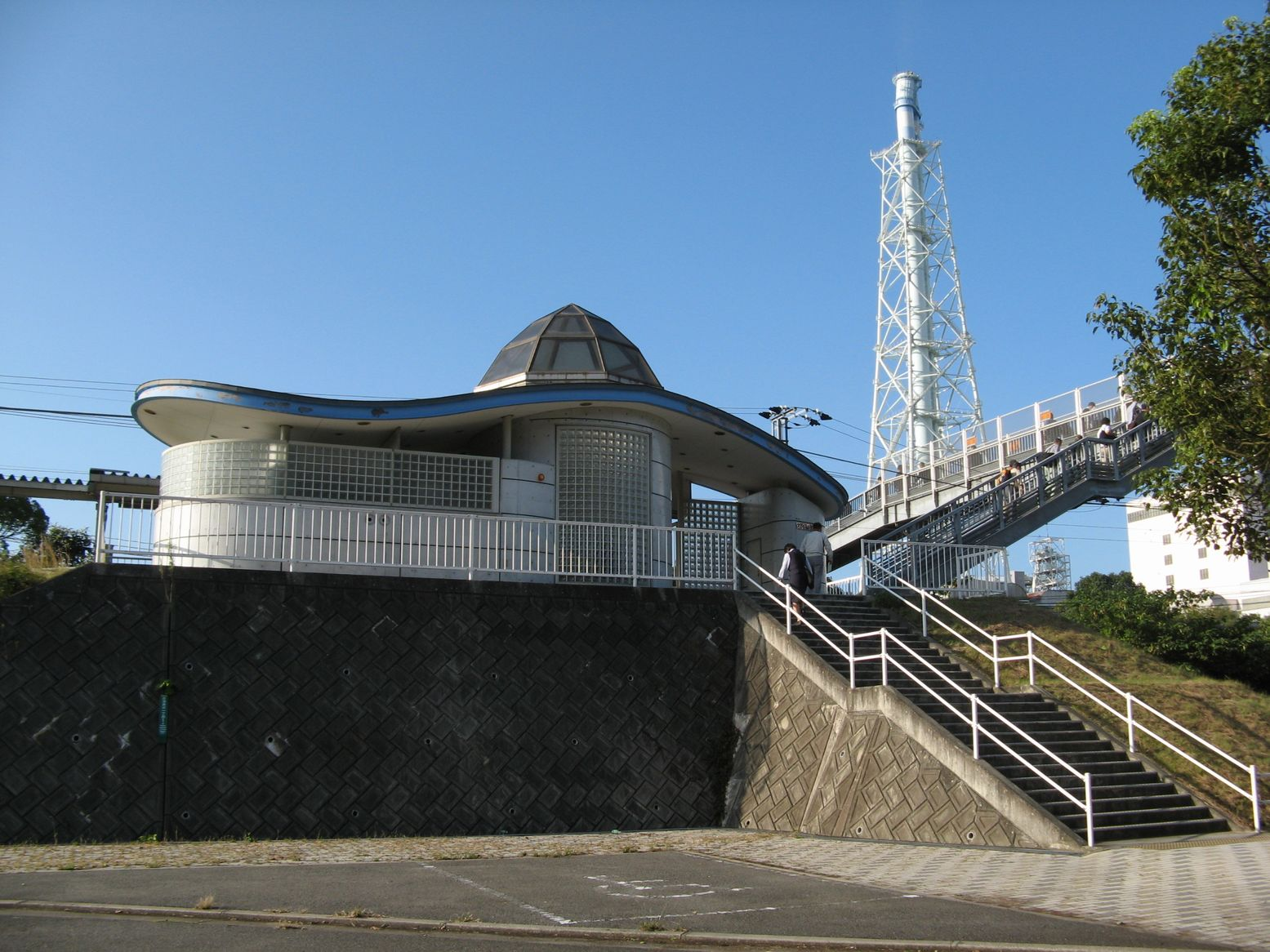
安芸長浜駅

- JR呉線
  - 忠海駅
  - 安芸長浜駅

- 忠海港
- 忠海駅
- 安芸長浜駅

## 参考資料
- 竹原市歴史的風致維持向上計画について - 竹原市
  - “第１章” (PDF).   竹原市. 2015年12月21日閲覧。
  - “第２章” (PDF).   竹原市. 2015年12月21日閲覧。